# Peromyscus yucatanicus
Peromyscus yucatanicus é uma espécie de roedor da família Cricetidae.
Apenas pode ser encontrada no México.